# Xã Harlan, Quận Smith, Kansas
Xã Harlan (tiếng Anh: Harlan Township) là một xã thuộc quận Smith, tiểu bang Kansas, Hoa Kỳ. Năm 2010, dân số của xã này là 83 người.